# Giacomo Balardi Arrigoni
Giacomo Balardi Arrigoni (falecido a 12 de setembro de 1435) foi um prelado católico romano que serviu como bispo de Urbino (1424–1435), bispo de Trieste (1418–1424), e bispo de Lodi (1407 –1418).

## Biografia
Giacomo Balardi Arrigoni foi ordenado sacerdote na Ordem dos Pregadores. No dia 26 de fevereiro de 1407, foi nomeado bispo de Lodi durante o papado de Gregório XIII. A 10 de janeiro de 1418, foi nomeado bispo de Trieste durante o papado de Martinho V. No dia 11 de dezembro de 1424, foi nomeado bispo de Urbino por Martinho V, onde serviu como bispo até à sua morte a 12 de setembro de 1435.
Enquanto bispo, foi o principal co-consagrador de Costanzo Fondulo, Bispo de Cremona (1412), e Girolamo de Pola, Bispo de Capodistria (1421).